# Пуебла-де-Єльтес
Пуебла-де-Єльтес (ісп. Puebla de Yeltes) — муніципалітет в Іспанії, у складі автономної спільноти Кастилія-і-Леон, у провінції Саламанка. Населення — 180 осіб (2010).
Муніципалітет розташований на відстані близько 210 км на захід від Мадрида, 60 км на південний захід від Саламанки.

## Демографія
Динаміка населення (INE ):

## Зовнішні посилання
- Провінційна рада Саламанки: індекс муніципалітетів
- Посилання на Google Maps